# Hochschule für Musik Karlsruhe

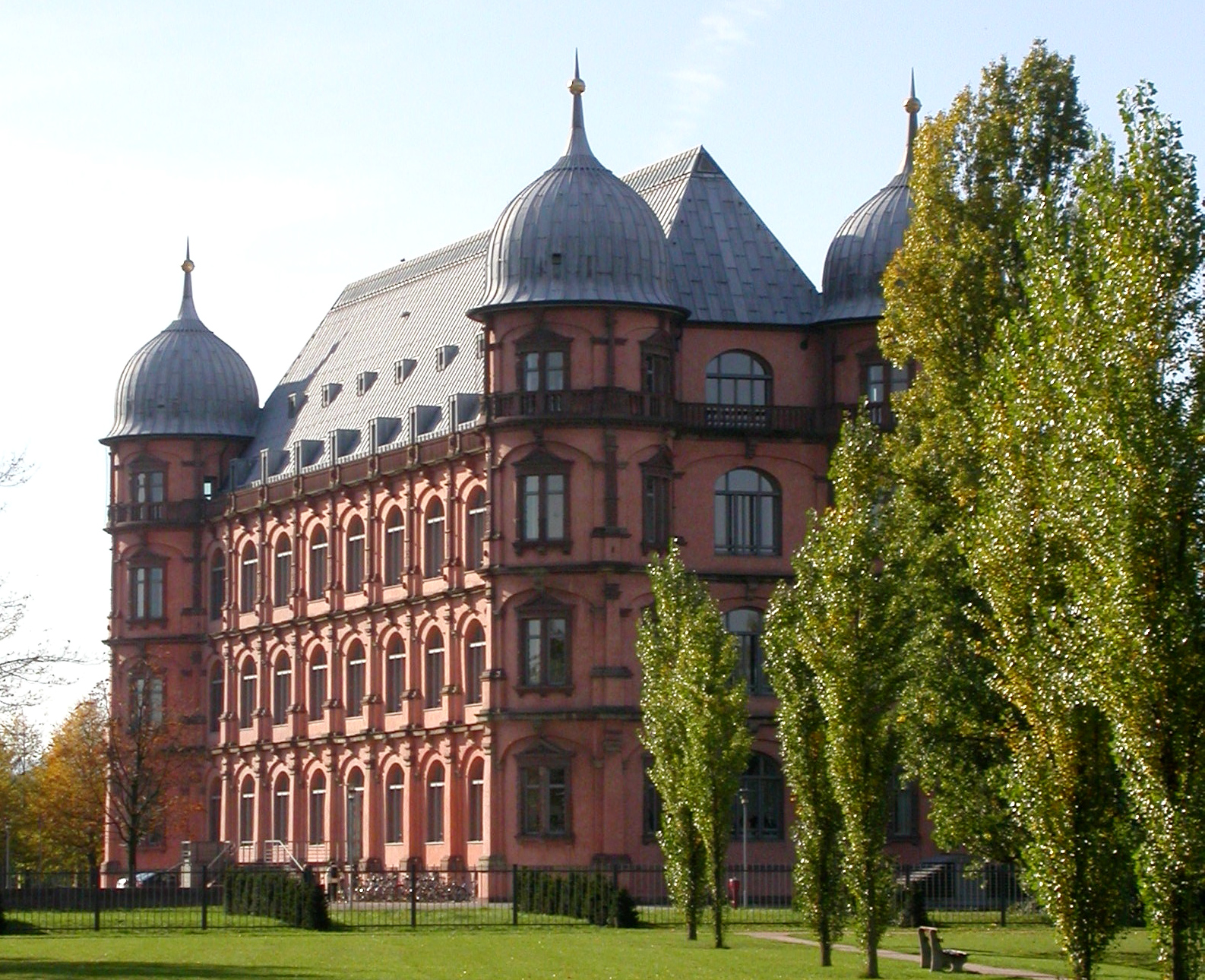
Schloss Gottesaue

Die Hochschule für Musik Karlsruhe (englisch University of Music Karlsruhe) ist eine vom Land Baden-Württemberg getragene Hochschul-Einrichtung für die künstlerische und wissenschaftliche Berufsausbildung von Musikern, Komponisten, Musikwissenschaftlern, Musikjournalisten und für Musik/Computer Technologie.

## Geschichte
Die Hochschule für Musik reicht in ihren ersten Anfängen auf das Jahr 1812 zurück. Damals entstand zunächst in einer privaten Initiative, die von der Stadt Karlsruhe unterstützt wurde, ein „Musikalisches Bildungsinstitut für Bläser“ und zwei Jahre später eine „Singanstalt“. Diese wurden 1837 zu einer „Musikausbildungsstätte“ erweitert, in der mit staatlicher und städtischer Förderung nach festen Lehrplänen unterrichtet wurde. 1910 vereinigte sie sich mit dem „Großherzoglichen Konservatorium“, das im Jahr 1883 von Heinrich Ordenstein gegründet worden war. Das so entstandene Institut wurde 1929 zur „Badischen Hochschule für Musik“ ernannt. 1971 wurde die Hochschule vom Land Baden-Württemberg übernommen und in die „Staatliche Hochschule für Musik Karlsruhe“ überführt. Diese hat ihren Hauptsitz seit 1989 in Schloss Gottesaue in der Karlsruher Oststadt. Die Hochschule für Musik Karlsruhe wird von rund 563 Studenten besucht (Sommersemester 2023) und einem Lehrkörper aus 55 hauptamtlichen Professoren oder Lehrkräften sowie rund 296 Mitarbeitern betreut (Stand 2022).

## Ausbildungsfächer
- Künstlerisches Lehramt an Gymnasien (Schulmusik)
- Diplom Komposition
- Bachelor Arte/Magister Arte für Instrumentalmusik, Gesang, Dirigieren, Oper
- M.A. Klavierkammermusik, Liedgestaltung, Korrepetition Historische Tasteninstrumente
- B.A./M.A. Musikjournalismus für Rundfunk und Multimedia
- B.A. KulturMediaTechnologie (in Kooperation mit der Hochschule Karlsruhe – Technik und Wirtschaft)
- B.A./M.A. Musikwissenschaft/Musikinformatik
- Solistenexamen
- Ergänzungsstudium

## Besonderheiten
Mit dem ComputerStudio verfügt die Hochschule über einen umfassend ausgestatteten Studiokomplex für Computermusik. Er besteht aus mehreren Projektstudios, Audio/Video- und VR-Labs, Seminar- und Aufführungsräumen. Die Studiengänge B.A.-/M.A. „Musikjournalismus für Rundfunk und Multimedia“ und B.A-KulturMediaTechologie betreiben ein eigenes Radioprogramm. Das Programm des Instituts LernRadio, Der junge Kulturkanal, sendet 45 h pro Woche aus dem hochschuleigenen Sendestudio und verbreitet wöchentlich im Rhein-Neckar Fernsehen sowie auf Baden TV und über Internet das Web-TV-Studentenmagazin ExtraHertz.
Im Frühjahr 2013 wurde dort mit dem Multimediakomplex mit Institutsflügel, Konzertsaal und neuem Sendestudio des Lernradios der Campus One Karlsruhe bezogen.

## Mit der Hochschule verbundene Personen
| Dozenten, Professoren (Auswahl) | Dozenten, Professoren (Auswahl) | Dozenten, Professoren (Auswahl) | Bekannte Absolventen (Auswahl) |
| --- | --- | --- | --- |
| - Albrecht Breuninger, Violine - Boris Björn Bagger (1955–2024), Gitarre - Eduard Brunner (1939–2017), Klarinette - Reinhold Friedrich (* 1958), Trompete - Markus Hechtle (* 1967), Komposition - Hartmut Höll (* 1952), Liedgestaltung - Ulf Hoelscher (* 1942), Violine - Márton Illés (* 1975), Musiktheorie - Jörg-Wolfgang Jahn (* 1936), Violine und Kammermusik - Joachim Krebs (1952–2013), Klavier - Johannes Lüthy, Viola - Wolfgang Meyer (1954–2019), Klarinette - Stephan Mösch (* 1964), Ästhetik, Geschichte und Künstlerische Praxis des Musiktheaters - Hanno Müller-Brachmann (* 1970), Gesang, | - Isao Nakamura, Schlagzeuger - Martin Ostertag (* 1943), Violoncello - Peter Overbeck (* 1963), Trimediale Produktion - Kalle Randalu (* 1956), Klavier - Wolfgang Rihm (1952–2024), Komposition - Susanne Regel (* 1974), Historische Oboeninstrumente - Sabine Schäfer (* 1957), Improvisation - Marga Schiml (* 1945), Gesang - Siegfried Schmalzriedt (1941–2008), Musikwissenschaft - Bruno Schneider (* 1957), Horn | - Thomas Seedorf (* 1960), Musikwissenschaft - Mitsuko Shirai (* 1947), Gesang - Fany Solter (* 1944), Klavier, Klavierkammermusik - Sontraud Speidel (* 1944), Klavier - Edward Tarr (1936–2020), Trompete - Saule Tatubaeva, Klavier/Klavierkammermusik - Michael Uhde, Klavier, Kammermusik - Andreas Weiss (* 1952), Dirigieren - Lucretia West, Gesang - Carsten Wiebusch (* 1969), Orgel - Matthias Wiegandt (* 1965), Musikwissenschaft - Will Sanders (* 1965), Horn | - Frieda Hodapp (1880–1949), Pianistin - Wolfgang Rihm (1952–2024), Komponist - Hakim Ludin (* 1955), Percussionist - Michael Benedict Bender (* 1958), Kirchenmusikdirektor - Lothar Arnold (* 1959), Musiker und Schachspieler - Moon-suk Kang (* 1965), Sängerin - Andrea Lorenzo Scartazzini (* 1971), Komponist - Tarja Turunen (* 1977), Sängerin - Maria Azova (* 1983), Violine - Ji-Hae Park (* 1985), Violine - Maria-Elisabeth Lott (* 1987), Violine - Fauré Quartett (seit 1995), Klavierquartett |